# 格倫代爾 (新罕布什爾州)
格倫代爾（英語：Glendale）是位於美國新罕布什爾州貝爾納普縣的非建制地區。

## 歷史
格倫代爾的郵局於1897年設立，其後於1902年停運。

## 地理
格倫代爾所處的海拔為高於海平面167米（即548英呎），而該地所採用的時區為UTC-5，即北美东部时区（EST）。同時該地設有夏令時間，為UTC-5調快一小時，即UTC-4（EDT）。